# Irfan Sabir
Irfan Sabir, né le 19 décembre 1977 à Rawalakot, est un homme politique canadien, ministre des Services sociaux et communautaires au sein du gouvernement de Rachel Notley de 2015 à 2019.
Depuis 2015, il est membre à l'Assemblée législative de l'Alberta représentant la circonscription de Calgary-McCall en tant qu'un membre du Nouveau Parti démocratique de l'Alberta. 